# Вулиця Володимира Івасюка (Черкаси)
Вулиця Володимира Івасюка — одна з вулиць у місті Черкаси. Знаходиться у мікрорайоні Дахнівка.

## Розташування
Вулиця починається від вулиці Романа Шухевича і простягається на південь до вулиці Сержанта Волкова.

## Опис
Вулиця неширока та неасфальтована, забудована приватними будинками.

## Історія
До 1983 року провулок називався на честь Героя Радянського Союзу Олександра Матросова, а після приєднання села Дахнівки до міста Черкаси був перейменований на Бориса Захарченка. Пізніше був перетворений у вулицю. Рішенням Черкаської міської ради від 22.12.2022 №34-38 затверджено сучасну назву - вулиця Володимира Івасюка